# Bacsista
Bacsista (macedónul: Бачишта, albánul Baçisht) település Észak-Macedóniában, a Délnyugati körzet Kicsevói járásában, 2013-ig a Zajaszi járás része volt, ami teljes egészében beolvadt a Kicsevói járásba.

## Népesség
| Lakosok száma | 475  | 501  | 527  | 642  | 646  | 22   | 685  | 772  | 470  |
|               | 1948 | 1953 | 1961 | 1971 | 1981 | 1991 | 1994 | 2002 | 2021 |

2002-ben 772 lakosa volt, akik közül 756 albán, 1 macedón és 15 egyéb.